# Erik Arušanjan
Erik Borysovyč Arušanjan (in ucraino Ерік Борисович Арушанян?; 20 gennaio 1999) è un lottatore ucraino, specializzato nella lotta libera.

## Biografia
Ai campionati europei di Roma 2020 ha vinto la medaglia di bronzo nel torneo dei 65 chilogrammi.

## Palmarès
- Europei

Roma 2020: bronzo nei 65 kg.
- Mondiali junior

Trnava 2018: bronzo nei 65 kg.
Tallin 2019: oro nei 70 kg.